# Ragnaia

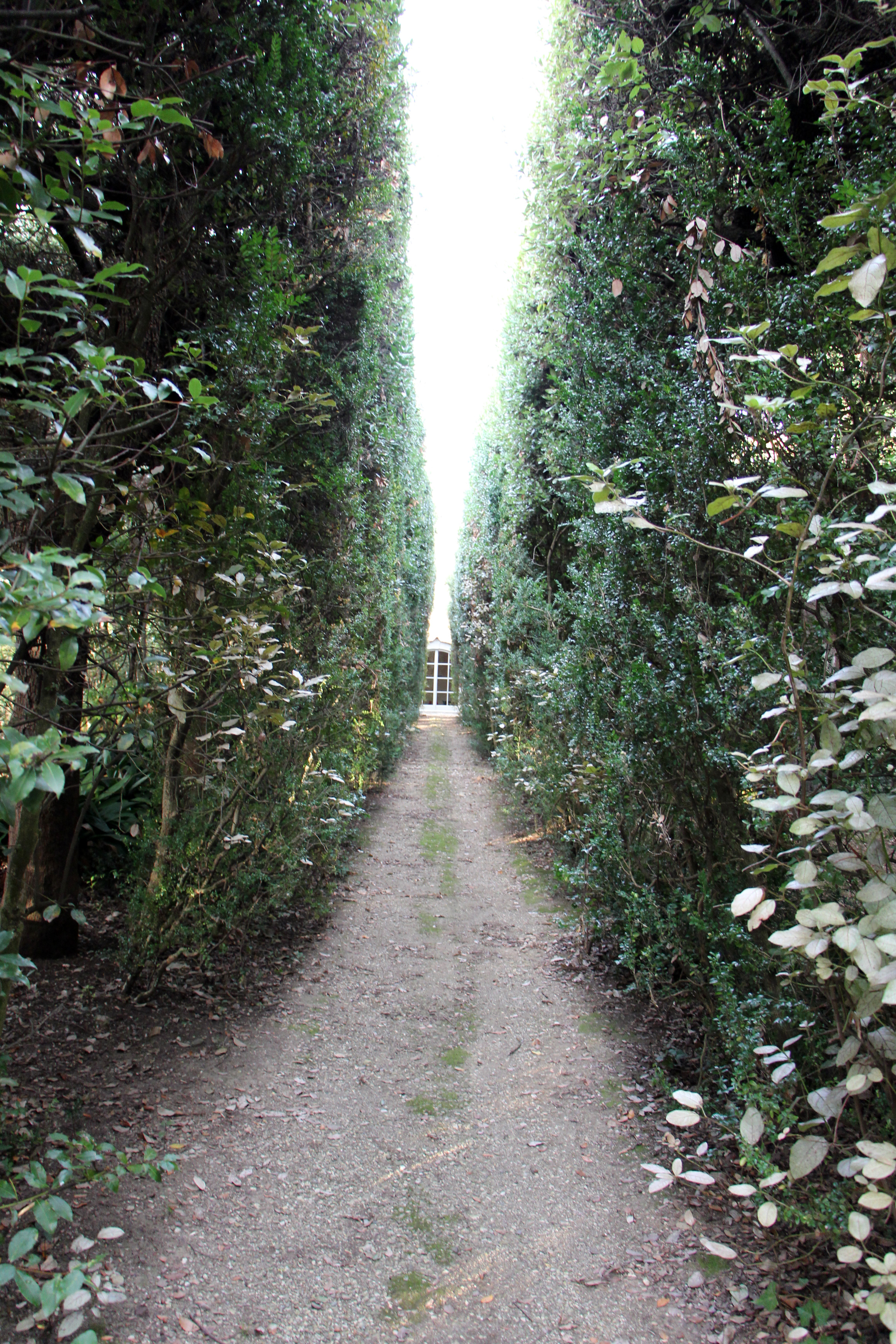
Ragnaia di Villa La Quiete (Firenze).

La cosiddetta ragnaia è un elemento tipico dei giardini storici italiani. L'introduzione delle ragnaie coincide con l'inizio del periodo d'oro del giardino all'italiana, ovvero dal XVI secolo.
Si trattava di un boschetto con alberi ad alto fusto, piantati abbastanza fittamente, tra i quali venivano stese delle reti per la cattura di piccoli uccelli (aucupio), dette "ragne", in quanto ricordavano le ragnatele, da cui il nome.
Diversamente dall'"uccellare" che era costituito in genere da una radura in una macchia boscosa, la ragnaia aveva di solito un andamento lineare, e molto spesso seguiva un piccolo corso d'acqua che contribuiva ad attirare i volatili.
Col tempo nell'architettura dei giardini la ragnaia iniziò a significare semplicemente un boschetto, dove magari trovare frescura nei mesi estivi.